# Mila Lippmann-Pawlowski
Mila Lippmann-Pawlowski (* 16. März 1912 in Offenbach am Main; † 10. Mai 1999 in Innsbruck) war eine deutsche Blumen- und Tiermalerin.
Mila Lippmann ist die Tochter des Malers Karl Friedrich Lippmann und der Malerin Martina Lippmann-Ruch. Stationen ihres Lebens sind Frankfurt am Main, Paris, Berehovo/Karpathrußland, Budapest, Kitzbühel, St. Johann in Tirol und Innsbruck. Ihre künstlerische Ausbildung erfuhr sie im Elternhaus. Sie heiratete mit dem Sudetenländer Herbert Pawlowski einen Verleger. 1944 kam sie mit ihren drei Kindern als Flüchtling nach Kitzbühel, in die Heimat ihrer Mutter. Hier kam ihre Begabung zum Malen voll zur Entwicklung; sie illustrierte zahlreiche Bücher und Kalender zu Naturthemen des Pinguin-Verlags. Ihr bevorzugtes Medium war das Aquarell. Sie konnte äußerst exakt, aber auch in freierer Manier Flora und Fauna wiedergeben. Von 1946 an stellte sie immer wieder an Orten Österreichs aus.

## Veröffentlichungen mit Illustrationen der Künstlerin
- Bergblumenkinder erzählen
- Heilkräuter für Gesunde und Kranke
- Das große Heilkräuterbuch
- Beeren, Wildobst, Wildgemüse
- Mein kleines Lilienbuch
- Orchideenbüchlein / Das kleine Orchideenbuch
- Anny Köhler: Schmetterlingszauber. Wer gerne Falter und Blumen schaut, dem sei dies Büchlein anvertraut. Bilder von Mila Lippmann-Pawlowski, Frankfurt: Umschau, o. J. (um 1950)
- Mein kleines Schmetterlingsbuch, Frankfurt: Umschau-Verlag 1951 (Neuauflage, St. Johann i. Tirol. Pinguin-Verlag 1969)
- Mila Lippmann-Pawlowski und Karl Heinrich Waggerl: Die schönsten Alpenblumen, Frankfurt: Umschau-Verlag 1955 (Neuauflage 1987) (auch auf Italienisch, Französisch und Englisch)
- Mila Lippmann-Pawlowski und Bernd Lohse: Die letzten Oasen der Tierwelt. Mit Wildhütern und Kamerajägern in den Nationalparks der Erde, Frankfurt: Umschau-Verlag 1956
- Gerth Rokitansky und Mila Lippmann-Pawlowski: Tiere der Alpenwelt, Frankfurt: Umschau-Verlag 1956 (St. Johann i. Tirol: Pinguin-Verlag 7. Auflage 1970)
- Hanns Jahn, Hartwig Breidenstein und Mila Lippmann-Pawlowski: Salzburg und das Salzkammergut, Pinguin-Verlag 1958
- Mila Lippmann-Pawlowski und Karl Heinrich Waggerl: Die schönsten Blumen in Wiese und Feld, Frankfurt: Umschau-Verlag 1960
- Herbert Buzas, Maria Neusser-Hromatka, und Mila Lippmann-Pawlowski: Österreich farbig, St. Johann i. Tirol: Pinguin-Verlag 1961, Neuauflage 1964 (auch englisch)
- Mila Lippmann-Pawlowski und Karl Sepp: Die schönsten Alpenblumen, Frankfurt: Umschau-Verlag 1968
- Irmgard Engelhardt und Mila Lippmann-Pawlowski: Mein kleines Vogelbuch. 1. Heimische Vögel im Garten, Frankfurt: Umschau-Verlag 1967
- Irmgard Engelhardt und Mila Lippmann-Pawlowski: Mein kleines Vogelbuch. 2. Heimische Vögel in Wald und Flur, Frankfurt: Umschau-Verlag 1967
- Irmgard Engelhardt und Mila Lippmann-Pawlowski: Mein kleines Vogelbuch. 3. Greifvögel, Eulen, Hühner- und Wasservögel, Frankfurt: Umschau-Verlag 1967
- Brigitte Phillippi: Mein kleines Rosenbuch. Mit 15 Aquarellen von Mila Lippmann-Pawlowski und einigen Zeichnungen im Text, Frankfurt am Main: Umschau-Verlag
- Mila Lippmann-Pawlowski und Herbert Reisigl: Die schönsten Blumen in Wiese und Feld, St. Johann i. Tirol: Pinguin-Verlag 1969
- Harald Schweiger: Das kleine Käferbuch. Mit Farbillustrationen von Mila Lippmann-Pawlowski, Innsbruck: Pinguin-Verlag 1973
- Maria Bachler, Hella Pawlowski und Mila Lippmann-Pawlowski: Hilf dir selbst mit einem Kraut, Frankfurt: Umschau 2001
- Großer Alpenblumenkalender (diverse Jahre)